# Прапор Індіани
Прапор штату Індіана (англ. Flag of Indiana) — один із символів американського штату Індіана.
Напередодні святкування столітньої річниці штату Індіана, Генеральна Асамблея штату ухвалила рішення про проведення конкурсу на прапор штату. Цей конкурс був організований і профінансований місцевим відділенням товариства «Дочки Американської революції». На конкурс було представлено понад двісті проектів прапора. Переможцем був визнаний Пауль Хадлі з міста Мурсвілль і як приз йому були виплачені обіцяні, за умовою конкурсу, 100$.
Генеральна Асамблея штату внесла єдину поправку в даний прапор — над зіркою, що символізує штат Індіана, була додана написIndiana(Індіана), виконана у формі півмісяця.

## Опис прапора
Прапор являє собою прямокутне полотнище синього кольору, в центрі якого зображені золотим кольором смолоскип, 19 зірок і написIndiana.
Символіка прапора.
- Смолоскип — свобода і просвіта, промені навколо нього — їх далеко прямуючий вплив.
- Тринадцять зірочок із зовнішньої окружності — первісне кількість штатів.
- П'ять внутрішніх зірок — наступні штати США.
- Велика зірка — штат Індіана. Таким чином, загальна кількість зірочок вказує на те, що штат Індіана став дев'ятнадцятим штатом США.